# Rod Tolbert
Pour les articles homonymes, voir Tolbert.
Rod Tolbert (né le 11 juin 1967) est un athlète américain spécialiste du 400 mètres.
Il remporte en 1995 son premier titre international en s'imposant en finale du relais 4 × 400 m des Championnats du monde en salle de Barcelone aux côtés de ses coéquipiers américains Calvin Davis, Tod Long et Frankie Atwater. L'équipe américaine devance, avec le temps de 3 min 07 s 37, les relais italiens et japonais.

## Palmarès
| Année | Compétition                    | Lieu      | Place | Épreuve   |
| ----- | ------------------------------ | --------- | ----- | --------- |
| 1995  | Championnats du monde en salle | Barcelone | 1er   | 4 × 400 m |